# Rodina
O Partido Político Pan-Russo "Rodina" (em russo: Всероссийская политическая партия «Родина»; romanizado: Vserossiyskaya politicheskaya partiya "Rodina"), simplesmente conhecido como Rodina (tradução literal: "pátria mãe"), é um partido político nacionalista da Rússia. Surgiu em agosto de 2003 como uma coligação de trinta grupos nacionalistas. Sua ideologia combina patriotismo, nacionalismo e intervencionismo econômico, sendo descrito como pró-Kremlin e de extrema-direita. Sua sede está localizada em Moscou.
Nas eleições legislativas de 2003, Rodina obteve 9,02% dos votos e terminou com 37 dos 450 assentos da Duma. Nas eleições de 2016, obteve 1,51% dos votos e ficou com um assento. Nas eleições de 2021, obteve 0,80% dos votos e novamente ficou com apenas um assento. O partido apoia o presidente Vladimir Putin.

## História
Após alegações trazidas pelo Partido Comunista e partidos liberais reformistas de que o Rússia Unida havia manipulado as eleições para garantir um resultado favorável, o Rodina se recusou a apresentar seu próprio candidato nas eleições presidenciais de 2004. Isso criou uma divisão dentro do Rodina, já que Sergey Glazyev (um de seus fundadores) insistiu em concorrer à presidência sob a bandeira de um partido Rodina oficialmente separado, mas Dmitry Rogozin (outro fundador) conseguiu consolidar seu apoio e derrotar Glazyev.
Após as eleições legislativas de 2003, o partido apoiou principalmente as políticas do presidente Putin. No entanto, quatro deputados do Rodina, incluindo Dmitry Rogozin, fizeram uma greve de fome pública e se trancaram em seus escritórios na Duma para protestar contra as reformas promovidas pelo governo de Putin em fevereiro de 2005. Desde então, o bloco adotou cada vez mais o slogan "Por Putin, contra o governo" e afirmou que seu objetivo imediato era obter a maioria parlamentar nas eleições legislativas de 2007.
Em 27 de janeiro de 2005, 19 membros da Duma, incluindo membros do Rodina e do Partido Comunista, assinaram uma petição ao procurador-geral exigindo que as organizações judaicas fossem banidas da Rússia. Isso causou um escândalo político, com Putin (que estava participando das comemorações do aniversário da libertação de Auschwitz no dia em que a petição foi lançada) expressando vergonha pelo conteúdo da petição e a União dos Conselhos para Judeus Soviéticos emitindo uma declaração criticando a petição e seus signatários. Em uma investigação posterior, o procurador-geral se recusou a acusar os signatários da petição de fomentar o racismo. Em julho de 2005, o colíder do partido, Sergey Baburin, deixou o bloco, levando consigo nove deputados da Duma e formando um grupo homônimo alternativo na mesma. A divisão levou a uma reunificação dos apoiadores de Dmitry Rogozin e Sergey Glazyev. Rogozin acusou o Kremlin de travar uma guerra suja contra seu bloco, que ele afirmou ser temido pelo Rússia Unida por causa de seu potencial apoio eleitoral. Rogozin também anunciou a intenção de entrar com uma ação legal contra a Duma Estatal por permitir que Baburin registrasse um bloco homônimo ao Rodina na Duma, criando um potencial de confusão do eleitorado.
Em 6 de novembro de 2005, Rodina foi impedido de participar das eleições para a Duma de Moscou após uma denúncia apresentada pelo Partido Liberal Democrático da Rússia de que sua campanha publicitária incitava o racismo. A campanha gerou muita controvérsia e as pesquisas de opinião previam que Rodina ficaria em segundo lugar com quase 25% na votação de dezembro. Rogozin apelou da decisão, mas a proibição foi mantida em 1º de dezembro de 2005.
As dificuldades de Rodina continuaram em 2006, quando não conseguiu obter permissão para disputar eleições locais em várias regiões. No entanto, o partido ficou em terceiro lugar nas eleições regionais na República de Altai. Rogozin inesperadamente deixou o cargo de líder do partido em março de 2006 e foi substituído pelo empresário Alexander Babakov. Muitos suspeitaram que essa foi uma decisão tática da parte do Rodina para aliviar a pressão do Kremlin, embora um pequeno número de membros do partido em Moscou tenha criticado abertamente a retórica nacionalista de Rogozin. Em 28 de outubro de 2006, Rodina fundiu-se com o Partido Russo da Vida e o Partido dos Pensionistas Russos em um novo partido chamado Rússia Justa. Muitos membros da facção parlamentar de Rodina aderiram ao novo partido, exceto Rogozin, Andrey Savelyev e Glazyev. Em 2007, Rogozin foi nomeado embaixador da Rússia na OTAN.
O Rodina foi reintegrado em 29 de setembro de 2012 e Aleksey Zhuravlyov, um ex-membro do Rússia Unida, foi eleito por unanimidade para liderar o partido. O Rodina apoiou o presidente Putin nas eleições presidenciais russas de 2018.

## Resultados eleitorais

### Eleições presidenciais
| Data | Candidato apoiado                                                   | 1ª volta                                                            | 1ª volta                                                            | 2ª volta                                                            | 2ª volta                                                            | Resultado                                                           |
| Data | Candidato apoiado                                                   | Votos                                                               | %                                                                   | Votos                                                               | %                                                                   | Resultado                                                           |
| ---- | ------------------------------------------------------------------- | ------------------------------------------------------------------- | ------------------------------------------------------------------- | ------------------------------------------------------------------- | ------------------------------------------------------------------- | ------------------------------------------------------------------- |
| 2004 | Sergey Glazyev                                                      | 2,850,063                                                           | 4,10 / 100                                                          |                                                                     |                                                                     | Não eleito                                                          |
| 2008 | O partido fazia parte do Rússia Justa e não participou das eleições | O partido fazia parte do Rússia Justa e não participou das eleições | O partido fazia parte do Rússia Justa e não participou das eleições | O partido fazia parte do Rússia Justa e não participou das eleições | O partido fazia parte do Rússia Justa e não participou das eleições | O partido fazia parte do Rússia Justa e não participou das eleições |
| 2012 | O partido fazia parte do Rússia Justa e não participou das eleições | O partido fazia parte do Rússia Justa e não participou das eleições | O partido fazia parte do Rússia Justa e não participou das eleições | O partido fazia parte do Rússia Justa e não participou das eleições | O partido fazia parte do Rússia Justa e não participou das eleições | O partido fazia parte do Rússia Justa e não participou das eleições |
| 2018 | Vladimir Putin                                                      | 56,430,712                                                          | 76,7 / 100                                                          |                                                                     |                                                                     | Eleito                                                              |

### Eleições legislativas
| Data | Votos                                                               | %                                                                   | Assentos                                                            | +/-                                                                 | Cl.                                                                 | Status                                                              |
| ---- | ------------------------------------------------------------------- | ------------------------------------------------------------------- | ------------------------------------------------------------------- | ------------------------------------------------------------------- | ------------------------------------------------------------------- | ------------------------------------------------------------------- |
| 2003 | 5,470,429                                                           | 9,02                                                                | 38 / 480                                                            |                                                                     | 4º                                                                  | Minoria                                                             |
| 2008 | O partido fazia parte do Rússia Justa e não participou das eleições | O partido fazia parte do Rússia Justa e não participou das eleições | O partido fazia parte do Rússia Justa e não participou das eleições | O partido fazia parte do Rússia Justa e não participou das eleições | O partido fazia parte do Rússia Justa e não participou das eleições | O partido fazia parte do Rússia Justa e não participou das eleições |
| 2012 | O partido fazia parte do Rússia Justa e não participou das eleições | O partido fazia parte do Rússia Justa e não participou das eleições | O partido fazia parte do Rússia Justa e não participou das eleições | O partido fazia parte do Rússia Justa e não participou das eleições | O partido fazia parte do Rússia Justa e não participou das eleições | O partido fazia parte do Rússia Justa e não participou das eleições |
| 2016 | 792,226                                                             | 1,51                                                                | 1 / 480                                                             | 1                                                                   | 8º                                                                  | Apoio parlamentar                                                   |
| 2021 | 450,437                                                             | 0,80                                                                | 1 / 480                                                             | 1                                                                   | 10º                                                                 | Apoio parlamentar                                                   |